# Thaumás
Thaumás (latinsky Thaumas) je v řecké mytologii syn boha moře Ponta a bohyně země Gaie. Je bohem přírodních úkazů na moři.
Jeho jméno samo znamená „Div, Zázrak“, je zosobněním všech podivuhodných jevů mořských i nebeských, které vystupují z moře. Každý člověk toužil ho spatřit a on se lidem často předvádí v celé své kráse. Jedině tam, kam už vítr nemohl zanést vůni moře, ho lidé neznají. Je to zejména ve vnitrozemí dalekých severských zemí.
Jeho manželkou je Élektra, dcera Titána Ókeana. Mají čtyři dcery, jednou z nich je Iris, krásná bohyně duhy a poselkyně bohů. Tři zbývající jsou ohyzdné Harpyje. I ony byly původně sličnými bohyněmi bouří, ale postupně se začaly měnit v hnusné bytosti, mstitelky, které trestaly zločince.